# Tri sestry
Tri sestry (russisk: Три сестры) er en russisk spillefilm fra 1994 af Sergej Solovjov.

## Medvirkende
- Olga Beljajeva som Olga
- Ksenija Katjalina som Irina
- Jelena Korikova som Masja
- Sergej Agapitov som Andrej
- Galina Djomina